# ادگار بورجس

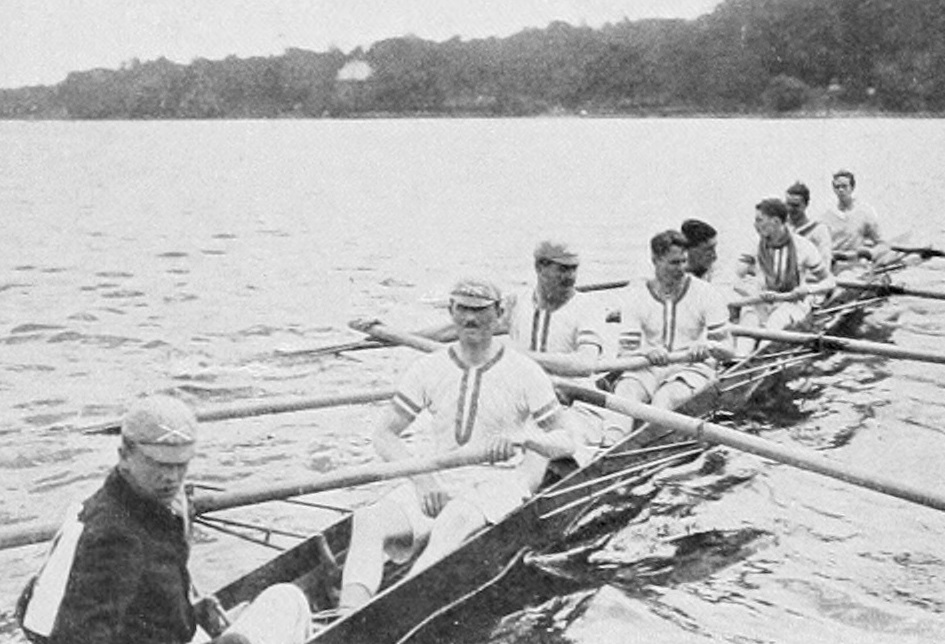
قایقرانان بریتانیایی در المپیک تابستانی ۱۹۱۲

ادگار بورجس (انگلیسی: Edgar Burgess; ۲۳ سپتامبر ۱۸۹۱ – ۲۳ آوریل ۱۹۵۲) قایقران روئینگ اهل بریتانیا بود.